# Claudiosaurus
Claudiosaurus is een monotypisch geslacht van uitgestorven reptielen dat leefde in het Perm. De enige soort die in het geslacht wordt geplaatst is Claudiosaurus germaini.

## Vondst en naamgeving
In 1981 werd de typesoort Claudiosaurus germaini benoemd en beschreven door Robert Lynn Carroll. De geslachtnaam en soortaanduiding eren Claude Germain die het holotype begin twintigste eeuw gevonden had bij Leoposa, als geoloog werkend voor de oliemaatschappij Elf Aquitaine. Het materiaal was eerst bestudeerd door Jean Piveteau die het wegens tijdgebrek overdeed aan Carroll.
Het holotype is PM 1978-6-1.

## Kenmerken
Het skelet van Claudiosaurus bevatte nogal wat kraakbeen, wat wellicht gecompenseerd werd door opwaartse waterdruk. Het niet verbeende borstbeen was slecht ontwikkeld, wat wellicht op een leven in het water duidt aangezien het bij landdieren nuttig is dat dit, als aanpassing aan het lopen, juist goed ontwikkeld is. De achterpoten waren langer dan de voorpoten en droegen wellicht zwemvliezen.

## Levenswijze
Dit zestig centimeter lange langhalzige, hagedisachtige dier had volgens Carroll een levenswijze die veel gelijkenis vertoont met die van de huidige leguanen. Rustend op stenige, warme stranden, warmde het dier volgens hem zijn lichaam op, zodat hij kon foerageren. Zijn voedsel zocht hij dan tussen de zeewieren op de zeebodem. Het dier had een omnivore levenswijze, wat wil zeggen dat zowel dierlijk als plantaardig voedsel werd gegeten. Tijdens de voortbeweging onder water zouden de poten langs het gestroomlijnde lichaam gevouwen zijn om de weerstand te verminderen. Om zich voort te bewegen maakte het dier zijdelingse golfbewegingen met zijn achterlijf en de lange, smalle staart. Op het land kon het dier volgens hem slecht uit de voeten.
Carroll zelf gaf al toe dat niets in de bouw van het dier het lopen op het land strikt uitsloot. Hij nam alleen een zwemmende levenswijze aan omdat hij dacht dat de handen en voeten in de richting van peddels geëvolueerd waren en omdat hij dacht dat het tot de Sauropterygia behoorde. Tegenwoordig wordt het gezien als een mogelijke landbewoner, misschien zelfs een klimmende boombewoner.

## Vondsten
Vondsten zijn gedaan in Madagaskar.

## Fylogenie
Na eerst gezien te zijn als een sauropterygiër werd Claudiosaurus in 2018 aangemerkt als een voorloper van de schildpadden. Een studie uit 2020 ontkende dat weer.